# Jadranje na deski
Jadranje na deski je vodni šport, ki združuje elemente deskanja (surfanja) in jadranja. Za ta šport potrebujemo desko, veliko od 2-4 metre, in jadro, s katerim 'lovimo' veter in tako omogočimo premikanje po vodni površini.
Zgodovina tega športa se je pričela leta 1948 v  Susquehanna River, Pennsylvania, ZDA.
Prvo desko je ustvaril Newman Darby. S prodajo lastnih desk pa je začel leta 1964.
Razcvet Windsurfinga se je zgodil v osemdesetih letih in leta 1984 postal tudi eden izmed olimpijskih športov. Njegova popularnost pa je zares narasla šele deset let kasneje, ko je oprema postala cenovno bolj dostopna.
Razvile so se tudi različne discipline:
Olympic Windsurfing Class,
Formula Windsurfing Class,
Raceboard,
Slalom,
Super X,
Speedracing,
Freestyle,
Wavesailing.
Najbolj prepoznavna 'ledenda' tega športa je Robby Naish, ki je v svoji karieri osvojil medalje v vsaki izmed omenjenih disciplin.

## Slovenski jadralni deskarji
- Tine Slabe